# Shaman King: Marcos
 (јап. SHAMAN KING マルコス, Shāman Kingu Marukosu) je manga koju je napisao Hirojuki Takei, a ilustrovao Džet Kusamura. Predstavlja spinof Takeijeve Shaman King franšize, i prati grupu X-Laws za vreme Flowers i The Super Star nastavaka. Manga se serijalizovala od 2020. do 2022. godine u Kodanšinoj manga reviji Shōnen Magazine Edge.

## Izdavaštvo
Mangu Shaman King: Marcos napisao je Hirojuki Takei, a ilustrovao Džet Kusamura. Serijalizovala se od 17. aprila 2020. do 17. juna 2022. godine u Kodanšinoj manga reviji Shōnen Magazine Edge. Poglavlja su sakupljena u pet tankobona; prvi je izašao 17. avgusta 2020., a poslednji 17. avgusta 2022. godine.

### Spisak tomova
| - 01. (テルコス ") - 02. (カタリグサ ") - 03. (邂逅 ") - 04. (知る者 ") |

| - 05. (ラ・ムエルテ ") - 06. (メモリー・オブ・シシリー ") - 07. (仔羊 ") - 08. (キャンプファイア ") |

| - 09. (終結のそこへ ") - 10. - 11. (遅れて来たBOY ") |

| - 12. (月 ") - 13. (ニアエス ") - 14. (ある光明 ") - 15. (オーダー ") |

| - 16. (東ブラザーズ ") - 17. (ラキスト･ラスト ") - 18. (マルコス ") |